# Rotation de l'emploi
Pour les articles homonymes, voir Turnover.
 (septembre 2023).
Si vous disposez d'ouvrages ou d'articles de référence ou si vous connaissez des sites web de qualité traitant du thème abordé ici, merci de compléter l'article en donnant les références utiles à sa vérifiabilité et en les liant à la section « Notes et références ».
La rotation de l'emploi (également, turn-over prononcé /tœʁ.no.vœʁ/ en français et /'tə:nəʊvə/ en anglais) ou renouvellement du personnel / rotation du personnel (labor / labour turnover ou employee turnover en anglais) est un indicateur décrivant le rythme de renouvellement des effectifs dans une organisation. Le terme généralement utilisé au Québec (Canada) est taux de roulement. 

## Calcul
La rotation de l'emploi est la demi-somme (ou la moyenne arithmétique) du nombre de salariés partis et du nombre de salariés arrivés au cours d'une période donnée, divisée par le nombre initial de salariés en début de période (mois, trimestre, année). Un autre mode de calcul souvent rencontré est le rapport du nombre de départs à l'effectif total. Ce calcul fait l'hypothèse implicite que l'effectif global reste stable et que les départs sont remplacés dans un rapport un pour un. 
Le calcul du taux global de turn-over ne prend pas en compte uniquement les démissions mais aussi les autres formes de fins de contrat (licenciements, ruptures amiables…), qui peuvent entrainer pour l'entreprise: une déperdition d'expérience, un apport de nouvelles compétences, de nouvelles idées par de nouveaux recrutements, une amélioration ou non du climat social (en fonction du leadership des partants et/ou entrants) une adaptation de l'organisation à la demande du marché, une restauration de la marge et donc de la pérennité de l'entreprise, etc.
Exemple :
Une société en 2006 regroupe 100 salariés au 1er janvier. Pendant l'année 2006, 10 sont embauchés et cinq quittent la société. 

La rotation de l'emploi sera = [(10+5)/2]/100 soit 7,5 %.
- Taux d’entrée : le taux d’entrée est égal au nombre des recrutements du mois/trimestre rapporté aux effectifs totaux de début de mois/trimestre et multiplié par 100.
- Taux de sortie : le taux de sortie est égal au nombre des départs du mois/trimestre rapporté aux effectifs totaux de début de mois/trimestre et multiplié par 100.
- Taux de rotation : le taux de rotation est égal à la somme du taux d’entrée et du taux de sortie divisé par deux.

## Contrats temporaires renouvelés (CDD et intérim)
En France, l'Insee prend en compte dans ses statistiques pour calculer le taux de rotation non pas les entrées et sorties d'une même personne, mais le nombre de contrats de travail démarrés et terminés sur une période. Autrement dit, une personne qui occuperait deux contrats à durée déterminée (CDD) ou deux contrats intérimaires consécutifs ou non dans une même période est comptée pour 2 entrées et deux sorties. Compte-tenu de la précarisation accrue des emplois dans certains secteurs, et la multiplication des emplois dits atypiques (intérim, CDD) devenus majoritaires dans les recrutements, cela a abouti à gonfler le taux de rotation annuel, qui a été multiplié en France par près de cinq entre 1982 et 2011, qui passe de moins de 40 % à près de 180 %. Pour mesurer la stabilité dans l'emploi, l'Insee calcule aussi des ratios complémentaires tels que le taux de mobilité, qui s'attache à mesurer la part des salariés ayant une ancienneté inférieure à un an, qui demeure stable entre ces deux dates, hors CDD et intérim. Un taux de mobilité élargi, incluant intérimaires en personnes en CDD, montre lui une augmentation, passant de 15 à 20 % environ.

## Intérêt de l'indicateur
La rotation de l'emploi est un indicateur important pour les ressources humaines et en psychologie du travail. Il donne une indication synthétique de l'ampleur des mouvements de personnels dans une organisation, ainsi que des coûts associés au départ et à l'arrivée de ces personnels. Cependant, cet indicateur est souvent simpliste. Pour une analyse plus précise, il est nécessaire de considérer séparément les taux de départs et d'arrivée, et de les corréler avec d'autres facteurs : âge, fonction occupée, type du départ (licenciement, démission, retraite...), etc. Il est préférable, lorsque l'on cherche à calculer uniquement la diminution des effectifs, de parler d'attrition, et non de turn-over.
De nombreux facteurs (satisfaction au travail, rémunération, marché du travail…) influent sur le turn-over, qui varie beaucoup suivant les branches. Le niveau record de turn-over est généralement atteint pour les cadres dans le secteur des activités informatiques (SSII, éditeur de logiciel), et pour les non-cadres (employés, ouvriers…) dans les secteurs de la restauration rapide et celui des centres d'appel.
Le taux de rotation de l'emploi est souvent important dans les secteurs professionnels connaissant le plein emploi. Lorsqu'il est excessif, cela dénote généralement aussi bien des problèmes de fidélisation de la main d'œuvre que d'opportunisme des candidats, parmi lesquels : 
- de mauvaises conditions de travail : travail particulièrement éprouvant, rapports humains conflictuels, management de mauvaise qualité, etc. ;
- des blocages nombreux : évolution de carrière, salaires, nature du travail, mobilité géographique, etc. ;
- la possibilité pour les candidats de trouver facilement un poste mieux rémunéré ou plus intéressant dans une autre organisation.

Ces facteurs peuvent bien sûr se cumuler.
Attention à ne pas confondre avec le terme propre anglais « turnover » qui signifie « rotation » et à ce titre peut être employé avec toute grandeur ou agrégat : employee turnover, stock turnover, etc.
Utilisé sans précision, il signifie chiffre d'affaires en comptabilité anglaise (mais non américaine).

## Description
Les raisons de licenciement incluent la cessation de fonction (c'est-à-dire un turnover forcé), la retraite, le décès, le transfert vers d'autres départements de l'organisation et la démission. Des facteurs externes, tels que la pression financière, l'équilibre entre vie professionnelle et vie familiale ou les crises économiques, peuvent également y contribuer. Le turnover du personnel inclut principalement :
- Le turnover volontaire se produit lorsque les employés décident de quitter l'entreprise de leur propre gré. Les raisons peuvent inclure l'obtention de meilleures opportunités d'emploi ou l'insatisfaction à l'égard de leur rôle actuel ou de l'environnement de travail.
- Le turnover forcé se produit lorsque l'entreprise licencie un employé en raison de problèmes de performance, de réductions de personnel ou d'autres facteurs inévitables[4].

Les organisations interrogent souvent les employés partants pour comprendre les raisons du turnover volontaire, et beaucoup concluent qu'une résolution rapide des problèmes identifiés réduit considérablement le nombre de départs. Les mesures de rétention courantes incluent des avantages tels que les congés maladie payés, les congés payés et des horaires de travail flexibles,. Les taux de turnover peuvent changer au fil du temps et dans différents secteurs. Si un employeur a un turnover plus élevé que ses concurrents, ses employés ont généralement une durée d'emploi moyenne plus courte que dans les autres entreprises du même secteur,.
Un turnover élevé peut être particulièrement préjudiciable à la productivité de l'entreprise lorsque les travailleurs qualifiés sont difficiles à retenir ou à remplacer,,. Les entreprises peuvent surveiller le turnover interne par départements, divisions ou groupes démographiques, par exemple en comparant le turnover parmi les femmes et les hommes. De telles comparaisons peuvent aider à identifier des biais cachés dans les pratiques ou déterminer si des départs disproportionnés d'un sexe affectent le processus de préparation des leaders.

## Autres secteurs
Le turnover est aussi souvent utilisé pour qualifier les modes, qui par nature sont changeantes et soumises à un turnover rapide.